# Capultitla, Puebla
Capultitla är en ort i Mexiko.   Den ligger i kommunen Vicente Guerrero och delstaten Puebla, i den sydöstra delen av landet, 230 km öster om huvudstaden Mexico City. Capultitla ligger 2 663 meter över havet och antalet invånare är 271.
Terrängen runt Capultitla är kuperad. Runt Capultitla är det ganska tätbefolkat, med 83 invånare per kvadratkilometer. Närmaste större samhälle är Xoxocotla, 10,8 km norr om Capultitla. I omgivningarna runt Capultitla växer i huvudsak blandskog.